# جمعية الإسلامية الثقافية في هونغ كونغ
الجمعية الإسلامية الثقافية في هونغ كونغ (بالصينية 香港伊斯蘭文化協會، بالكنتونية Hēunggóng Yīsīlàahn Màhnfa Hihpwuih)، هي منظمة إسلامية خيرية معتمدة من قبل حكومة هونغ كونغ، تأسست في عام 2004.
تعمل على تعزيز الثقافة الإسلامية من القرآن والسنة النبوية،تعزيز التبادلات بين الثقافة الإسلامية والثقافات الأخرى، تعزيز البحث والتطوير في التربية الإسلامية والثقافة الإسلامية.